# Glenn Frey
Glenn Frey (Detroit, 6 novembre 1948 – New York, 18 gennaio 2016) è stato un cantautore, musicista e attore statunitense.
Era noto soprattutto per essere stato uno dei membri fondatori del gruppo musicale country rock Eagles, nonché principale compositore dei brani della band. Durante gli anni settanta era il polistrumentista della band, così come una delle voci principali assieme a Don Henley. Prestò infatti la sua voce per celebri singoli come Take It Easy, Peaceful Easy Feeling, Tequila Sunrise, Already Gone, Lyin' Eyes, New Kid in Town e Heartache Tonight. Dopo la separazione iniziale degli Eagles nel 1980, Frey iniziò una carriera solista di successo e nel 1982 pubblicò il suo primo album, No Fun Aloud.
Come membro degli Eagles vinse sei Grammy Awards e cinque American Music Award. Essi furono inclusi nella Rock and Roll Hall of Fame nel 1998, al primo anno di candidatura. Come solista e membro del gruppo, Frey pubblicò 24 singoli che raggiunsero la Top 40 della classifica Billboard Hot 100. Con Don Henley, è stato uno dei due membri stabili degli Eagles, fino alla sua dipartita.
Parallelamente a quella di musicista, intraprese anche la carriera di attore, facendo da comparsa in celebri serie televisive quali Miami Vice e Nash Bridges.

## Biografia

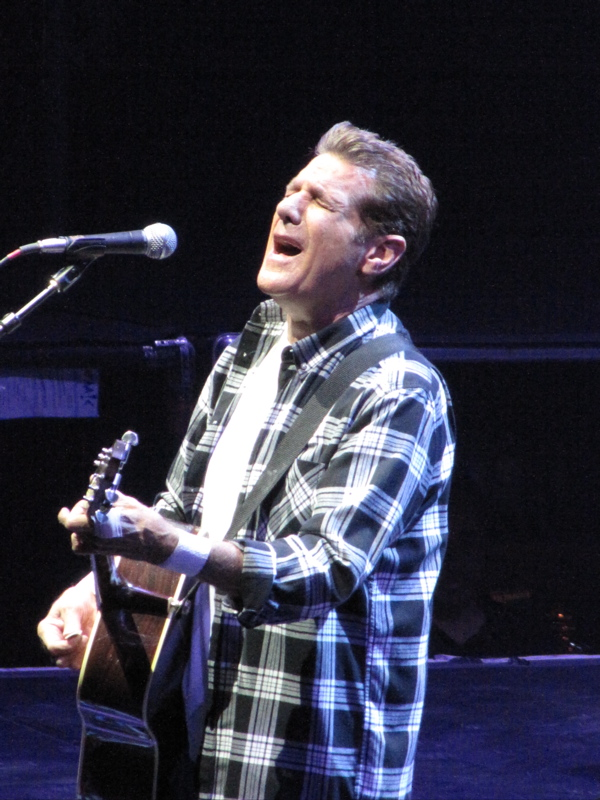
Frey nel 2010

Frey passò gran parte della sua gioventù a Royal Oak, nel Michigan, per poi trasferirsi a Detroit. Fra le sue prime esperienze professionali nella scena musicale di questa città si può citare un'apparizione come chitarrista e seconda voce in Ramblin' Gamblin' Man di Bob Seger (1968). La collaborazione fra Frey e Seger sarebbe ripresa più volte nel corso degli anni.
Trasferitosi a Los Angeles, nel 1969 Frey formò un duo con J.D. Souther. Nello stesso periodo conobbe Jackson Browne, un altro artista con il quale Frey avrebbe collaborato anche in seguito.
Nel 1971 suonò con Linda Ronstadt, e divenne poi membro fondatore degli Eagles (come chitarrista e tastierista). Frey è autore (da solo o con Don Henley) di molti dei brani più celebri del gruppo, come Tequila Sunrise, New Kid in Town, Hotel California e Desperado.
Dopo lo scioglimento degli Eagles, negli anni ottanta Frey intraprese la carriera da solista con un buon successo. Fu autore della canzone The Heat Is On, colonna sonora di Un piedipiatti a Beverly Hills e dei brani Smuggler's Blues e You Belong to the City, inseriti nel telefilm Miami Vice, al quale peraltro il musicista partecipò in qualità di guest star nell'episodio Contrabbando della prima stagione (il cui titolo originale era proprio Smuggler's Blues).
Come attore, ebbe una parte anche nel film Jerry Maguire con Tom Cruise.
A partire dall'anno 1994 si impegnò in numerosi progetti di riunificazione degli Eagles.
Morì a New York il 18 gennaio 2016 per complicanze dell'artrite reumatoide, di cui soffriva da tempo, all'età di 67 anni.
Due mesi dopo la sua scomparsa, il 10 marzo 2016, Don Henley comunicò in un'intervista radio lo scioglimento ufficiale degli Eagles, annullando così tutte le date in programma per il 2016. 
Nell'estate del 2017, ad oltre un anno dalla scomparsa di Glenn, gli Eagles si riuniscono per una serie di concerti, con una nuova formazione a tre componenti (Don Henley, Joe Walsh e Timothy B. Schmit), annunciando l'ingresso di Deacon Frey (figlio di Glenn Frey) come turnista, insieme al cantante Vince Gill.

## Vita privata
Si sposò due volte ed ebbe tre figli (una femmina, Taylor, e due maschi, Deacon e Otis), tutti nati dal secondo matrimonio.

## Discografia

### Con gli Eagles

#### Album in studio
- 1972 - Eagles
- 1973 - Desperado
- 1974 - On the Border
- 1975 - One of These Nights
- 1976 - Hotel California
- 1979 - The Long Run
- 2007 - Long Road Out of Eden

#### Live
- 1980 - Eagles Live
- 1994 - Hell Freezes Over
- 2009 - New Zealand Concert

#### Raccolte
- 1976 - Their Greatest Hits (1971-1975)
- 1982 - Eagles Greatest Hits, Vol.2
- 1994 - The Very Best of the Eagles
- 2000 - Selected Works: 1972-1999
- 2003 - The Very Best Of

### Da solista

#### Album in studio
- 1982 - No Fun Aloud
- 1984 - The Allnighter
- 1988 - Soul Searchin'
- 1992 - Strange Weather
- 2012 - After Hours

#### Raccolte
- 1995 - Solo Collection
- 2000 - 20th Century Masters - The Millennium Collection: The Best of Glenn Frey
- 2018 - Above the Clouds: The Collection (postumo)

#### Live
- 1993 - Glenn Frey Live

## Filmografia parziale
- Miami Vice - serie TV, 1 episodio (1985)
- Jerry Maguire (1996)
- Nash Bridges (1 episodio, 1997)